# پیرو پیروتی
پیرو پیروتی (ایتالیایی: Piero Pierotti؛ ‏ ۱ ژانویهٔ ۱۹۱۲–۴ مه ۱۹۷۰) کارگردان فیلم، تهیه‌کننده و فیلم‌نامه‌نویس اهل ایتالیا بود.
از فیلم‌هایی که وی در آن‌ها نقش داشته‌است، می‌توان به مارکو پولو، فرشته سپید، مزاحم، شیر یا خط و پسر عقاب سیاه اشاره نمود.